# Gaitos
Rogelio Bernárdez García (Vigo, España, 6 de junio de 1924) es un exfutbolista español que se desempeñaba como defensa.

## Clubes
| Club                | País   | Año       |
| ------------------- | ------ | --------- |
| R. C. Celta de Vigo | España | 1945-1956 |